# Magelona agoensis
Magelona agoensis är en ringmaskart som beskrevs av Kitamori 1967. Magelona agoensis ingår i släktet Magelona och familjen Magelonidae. Inga underarter finns listade i Catalogue of Life.